# Таїр
Таї́р (рос. Таир, марій. Таир) — селище у складі Звениговського району Марій Ел, Росія. Входить до складу Кокшайського сільського поселення.

## Населення
Населення — 243 особи (2010; 241 у 2002).
Національний склад (станом на 2002 рік):
- марі — 45 %
- росіяни — 44 %